# Cratón de Zimbabue

Mapa de África austral que muestra la ubicación del cratón de Zimbabue

El cratón de Zimbabue es un área en África austral de antigua corteza continental, que forma parte del antiguo continente de Gondwana occidental, con rocas que datan de principios del eón arcaico, posiblemente hace 3460 millones de años. El cratón lleva el nombre del país de Zimbabue, donde se encuentra la mayor parte del cratón. Las rocas del cratón de Zimbabue están separadas de las rocas del cratón de Kaapvaal al sureste por el cinturón de Limpopo, de 250 kilómetros (155,3 mi) de ancho, formado por tectonitas de facies de granulita. El cinturón de Limpopo se formó al mismo tiempo que los cratones de Zimbabue y Kaapvaal, pero permaneció geológicamente activo hasta mucho más tarde. Fue solo en el Arcaico tardío, ca. 2800-2500 Ma., que los dos cratones se estabilizaron juntos y que cesó el metamorfismo de alto grado en el cinturón de Limpopo. Al norte del cratón de Zimbabue se encuentra el cinturón de Zambeze.

## Origen
El cratón de Zimbabue se formó a partir de la sutura de dos bloques más pequeños, el segmento Tokwe al sur y el mucho más pequeño segmento Rhodesdale (también conocido como gneis de Rhodesdale), al norte. Las rocas de estos segmentos datan de 3460 Ma. El segmento Tokwe probablemente se estabilizó alrededor de 3300 Ma., y hay evidencia de que el segmento Rhodesdale se estabilizó casi al mismo tiempo.
La sincronía y la extensión del segmento Tokwe se considera una fuerte evidencia que respalda un origen predominantemente intracratónico para los cinturones de rocas verdes del Arcaico Tardío de Zimbabue y refutan un origen acrecional de arco para el cratón.